# American Memorial Park
American Memorial Park na ostrově Saipan, Severní Mariany, je poctou obětem vojenské ofenzivy Operace Forager, ke které došlo během druhé světové války. Park tvoří rekreační zařízení, muzeum druhé světové války a vlajkový památník. Připomíná čtyři tisíce vojáků Spojených států a místních ostrovanů, kteří zemřeli v červnu 1944.
Park je ve vlastnictví vlády Společenství ostrovů Severní Mariany a je spravován ve spolupráci s National Park Service.